# Loves Park
Loves Park est une ville des comtés de Boone et Winnebago en Illinois aux États-Unis.  Elle est incorporée le 7 juin 1947,. Lors du recensement de 2010, la ville comptait une population de 23 996 habitants.

## Source de la traduction
- (en) Cet article est partiellement ou en totalité issu de l’article de Wikipédia en anglais intitulé « Loves Park, Illinois » (voir la liste des auteurs).